# Paul Bilfinger
Paul Bilfinger (Berna, 15 de maio de 1858 – Mannheim, 4 de janeiro de 1928) foi um engenheiro construtor de pontes alemão.

## Vida
Seu pai Bernhard Bilfinger (1829–1897) foi um engenheiro construtor de pontes da firma Gebrüder Benckiser de Pforzheim, que construiu dentre outras obras oito pontes sobre o rio Reno.
Paul Bilfinger estudou em Stuttgart. A partir de c. 1882 assumiu a direção da construção de pontes e bases difíceis de ar pressurizado na Alemanha e exterior, sendo em 1887 após aprovação no 2º exame estatal Regierungsbaumeister.
No mesmo ano deixou o cargo e começou a trabalhar na construtora Bernatz & Grün de August Bernatz e August Grün. Após a saída de Bernatz, Bilfinger tornou-se sócio da Grün em 1892, sendo a construtora denominada então Grün & Bilfinger. A construtora foi convertida em uma empresa de capital aberto em 1906, da qual surgiu em 1975 a Bilfinger Berger, da qual originou-se em 2012 a Bilfinger SE.
Em 1888 Bilfinger casou em Wertheim com Emilie Weingärtner, com quem teve quatro filhos.